# Lámpási-árok
A Lámpási-árok (Lámpás-patak) Pécs várostábláin kívül, de még Pécs közigazgatási határán belül, a Mecsek hegységben ered. A patak a Kantavár melletti forrásától délkeleti irányban a Lámpás-völgyben halad. A Karolina-külfejtés szomszédságában, Pécs Alsógyükés városrészében éri el az első lakóházakat, és innen útját döntően dél felé folytatva a pécsi Gerle utca közelében torkollik bele a város vízfolyásait összegyűjtő Pécsi-vízbe.
A Lámpási-árok vízgazdálkodási szempontból az Alsó-Duna jobb part Vízgyűjtő-tervezési alegység működési területéhez tartozik.
A csapadékvízelvezetési problémák megoldására a patak jelentős szakaszán 2017-18-ban mederrendezést végeznek, melynek során kotrással visszaállítják az árok keresztmetszetét, megerősítik a partfalakat, eltávolítják az elburjánzott növényzetet és egyes szakaszokat be is burkolnak.

## Part menti település
- Pécs